# Charles de Lorencez

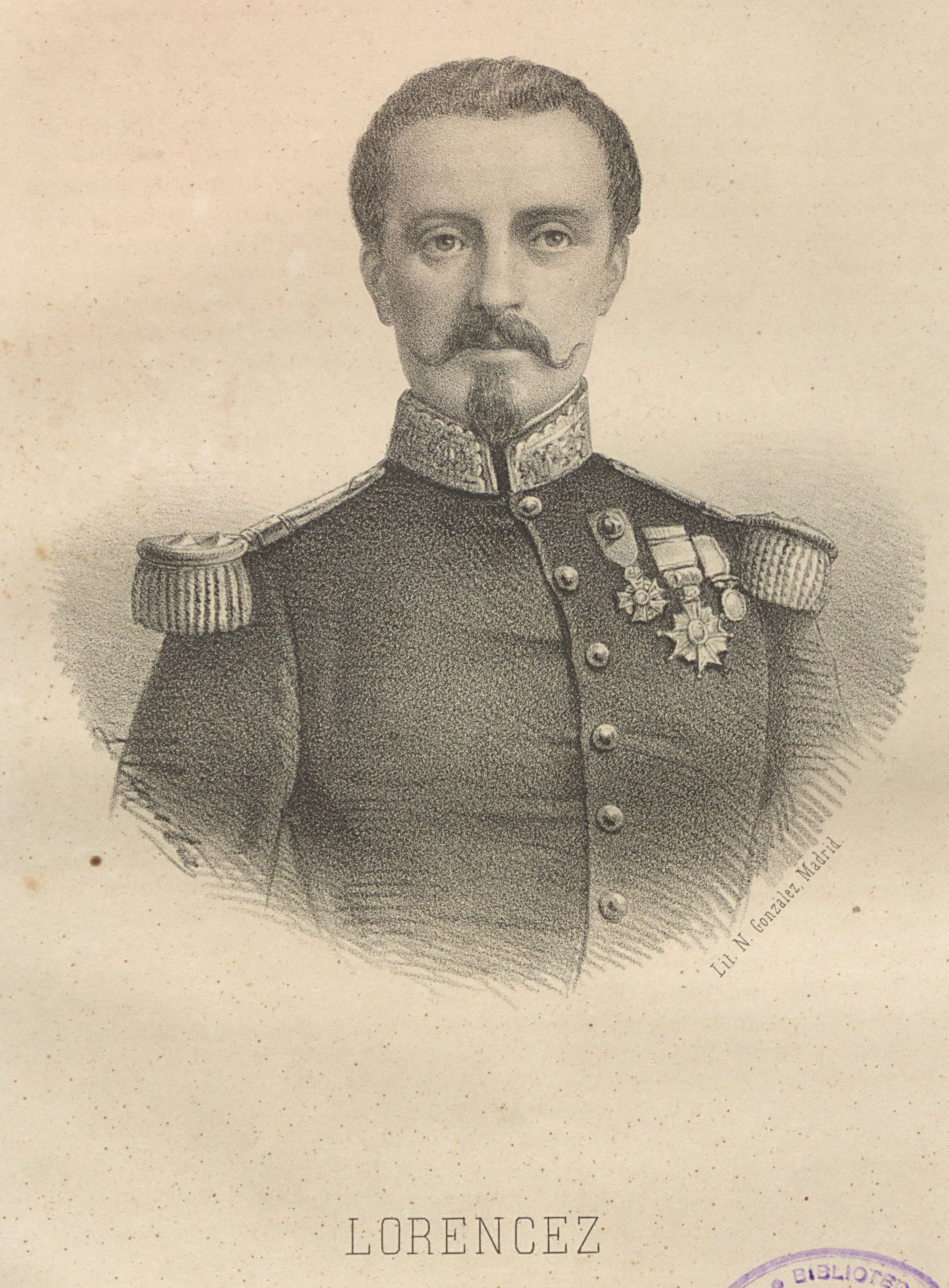
Charles Ferdinand Latrille de Lorencez

Charles Ferdinand Latrille de Lorencez (ur. 23 maja 1814 w Paryżu, zm. 16 lipca 1892) – francuski generał.

## Życiorys
Ukończył Akademię wojskową w Saint-Cyr. 
Podczas francuskiej interwencji w Meksyku, dowodził 6 tysięcznym oddziałem w bitwie pod Pueblą.
Był spokrewniony z cesarzową Marią.